# 1810 au théâtre
| Années du théâtre : 1807 - 1808 - 1809 - 1810 - 1811 - 1812 - 1813    |
| Décennies du théâtre : 1780 - 1790 - 1800 - 1810 - 1820 - 1830 - 1840 |

## Événements
- 12 au 15 décembre : Heinrich von Kleist publie à Berlin dans le journal Berliner Abendblätter, qu'il a fondé, l'essai Sur le théâtre de marionnettes (de), sur la question de la grâce au théâtre.
- Pierre-David Lemazurier, secrétaire du comité d'administration de la Comédie-Française, publie à Paris Galerie historique des acteurs du Théâtre français, depuis 1600 jusqu'à nos jours.

## Pièces de théâtre représentées
- 15 mars : Le Congé, ou la Veille des noces, comédie-vaudeville en 1 acte et en prose de Justin Gensoul et Michel-Nicolas Balisson de Rougemont, Théâtre du Vaudeville, Paris.
- 17 mars : La Petite Catherine de Heilbronn (Das Käthchen von Heilbronn), drame historique en cinq actes de Heinrich von Kleist, Theater an der Wien, Vienne.
- 25 juillet : Piron au café Procope, vaudeville en un acte de Jeanne Ménestrier, Théâtre du Vaudeville, Paris[1],[2].

## Naissances
- 6 mars : Adolphe Salvat, auteur dramatique français, mort le 13 mai 1876.
- 20 mars : Joseph Bouchardy, dramaturge et graveur français, mort le 27 mai 1870.
- 12 avril : Léon Guillard, auteur dramatique français, archiviste de la Comédie-Française, mort le 15 avril 1878.
- 21 avril : Paul Foucher, librettiste, dramaturge, romancier et journaliste français, mort le 24 janvier 1875.
- 25 avril : Louis-Alphonse Leveaux, dit Alphonse Jolly, historien du théâtre et auteur dramatique français, mort le 10 février 1893.
- 4 octobre : Félix Pyat, journaliste, auteur dramatique et homme politique français, personnalité de la Commune de Paris, mort le 3 août 1889.
- 11 décembre : Alfred de Musset, poète, dramaturge et écrivain français, mort le 2 mai 1857.
- 16 décembre : Pierre-Eugène Basté dit Eugène Grangé, dramaturge, librettiste et chansonnier, mort le 1er mars 1887.

## Décès
- 17 août : Jean-Charles-Julien Luce de Lancival, poète et dramaturge français, né le 28 avril 1764.
- 26 novembre : Nicolas-Étienne Framery, dramaturge, poète et librettiste français, né le 25 mars 1745.
- Vers 1810 :
  - Mary Balfour, poétesse et dramaturge irlandaise, née dans les années 1780.